# Anis Mehmeti
Anis Mehmeti (Islington, 9 de enero de 2001) es un futbolista británico, nacionalizado albanés, que juega en la demarcación de centrocampista para el Bristol City F. C. de la EFL Championship.

## Selección nacional
Tras jugar en varias categorías inferiores de la selección, finalmente hizo su debut con la selección de fútbol de Albania en un partido de clasificación para la Eurocopa 2024 contra Polonia que finalizó con un resultado de 1-0 tras el gol de Karol Świderski.

## Clubes
| Club                    | País       | Año       | Partidos | Goles |
| ----------------------- | ---------- | --------- | -------- | ----- |
| Woodford Town F. C.     | Inglaterra | 2019-2020 | 14       | 2     |
| Wycombe Wanderers F. C. | Inglaterra | 2020-2023 | 97       | 19    |
| Bristol City F. C.      | Inglaterra | 2023-     | 105      | 17    |